# Los Ciruelos, Guerrero
Los Ciruelos är en ort i Mexiko.   Den ligger i kommunen General Heliodoro Castillo och delstaten Guerrero, i den södra delen av landet, 210 km sydväst om huvudstaden Mexico City. Los Ciruelos ligger 1 407 meter över havet och antalet invånare är 211.
Terrängen runt Los Ciruelos är bergig norrut, men söderut är den kuperad. Runt Los Ciruelos är det glesbefolkat, med 12 invånare per kvadratkilometer. Närmaste större samhälle är Tlacotepec, 13,7 km öster om Los Ciruelos. I omgivningarna runt Los Ciruelos växer huvudsakligen savannskog.